# LEGO Canoe
LEGO Canoe is een boomstamattractie in het Deense attractiepark Legoland Billund. De boomstamattractie bevindt zich in het themagebied LEGOREDO Town van het park en opende in 1992. Het traject van de attractie bevindt zich in een rotsformatie. Langs de route bevinden zich diverse, van LEGO nagemaakte, dieren. Aan het einde van de route bevindt zich een afdaling.

## Afbeeldingen

Attractie in 1992.
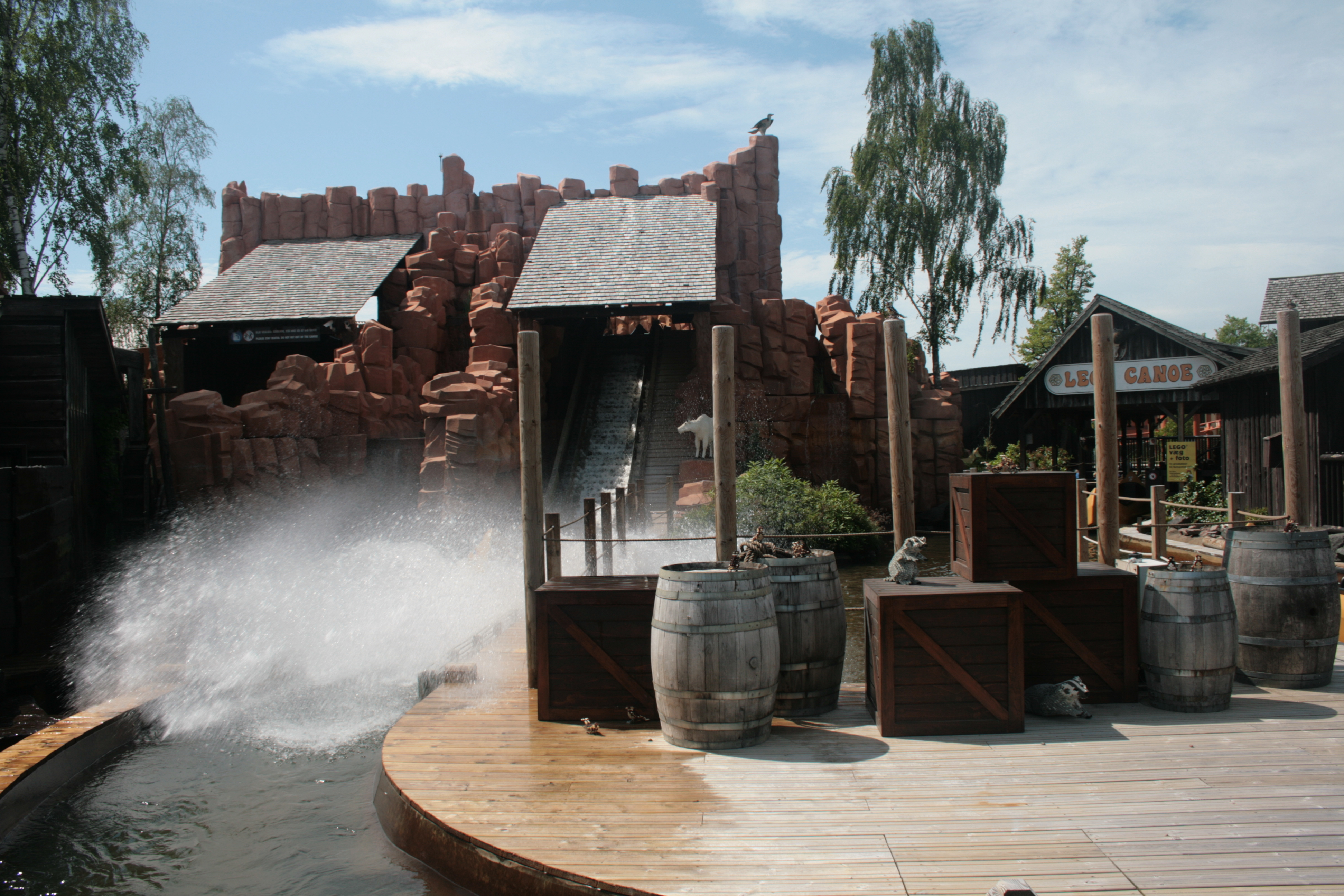
Attractie in 2019.
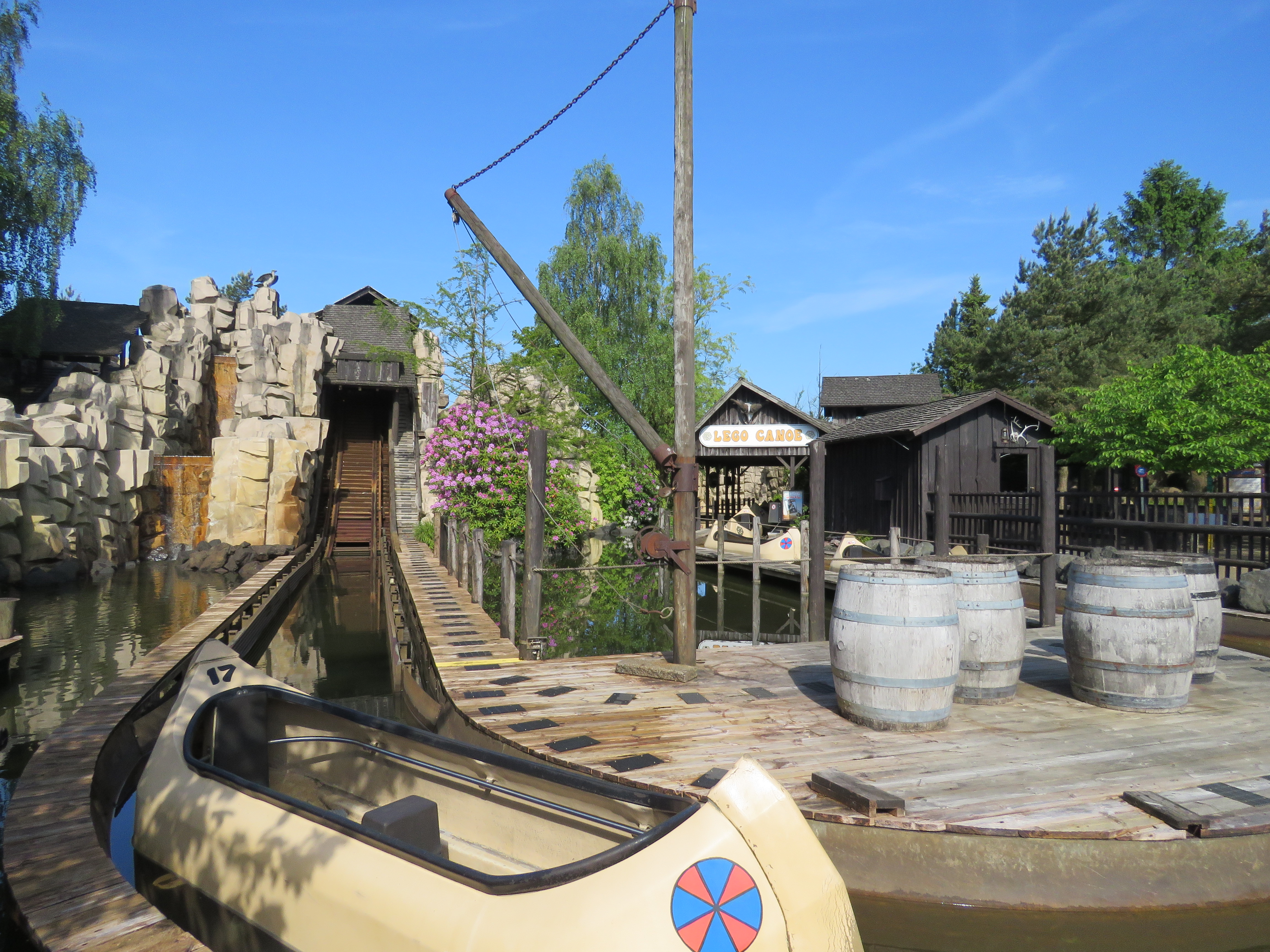
Leeg vaartuig
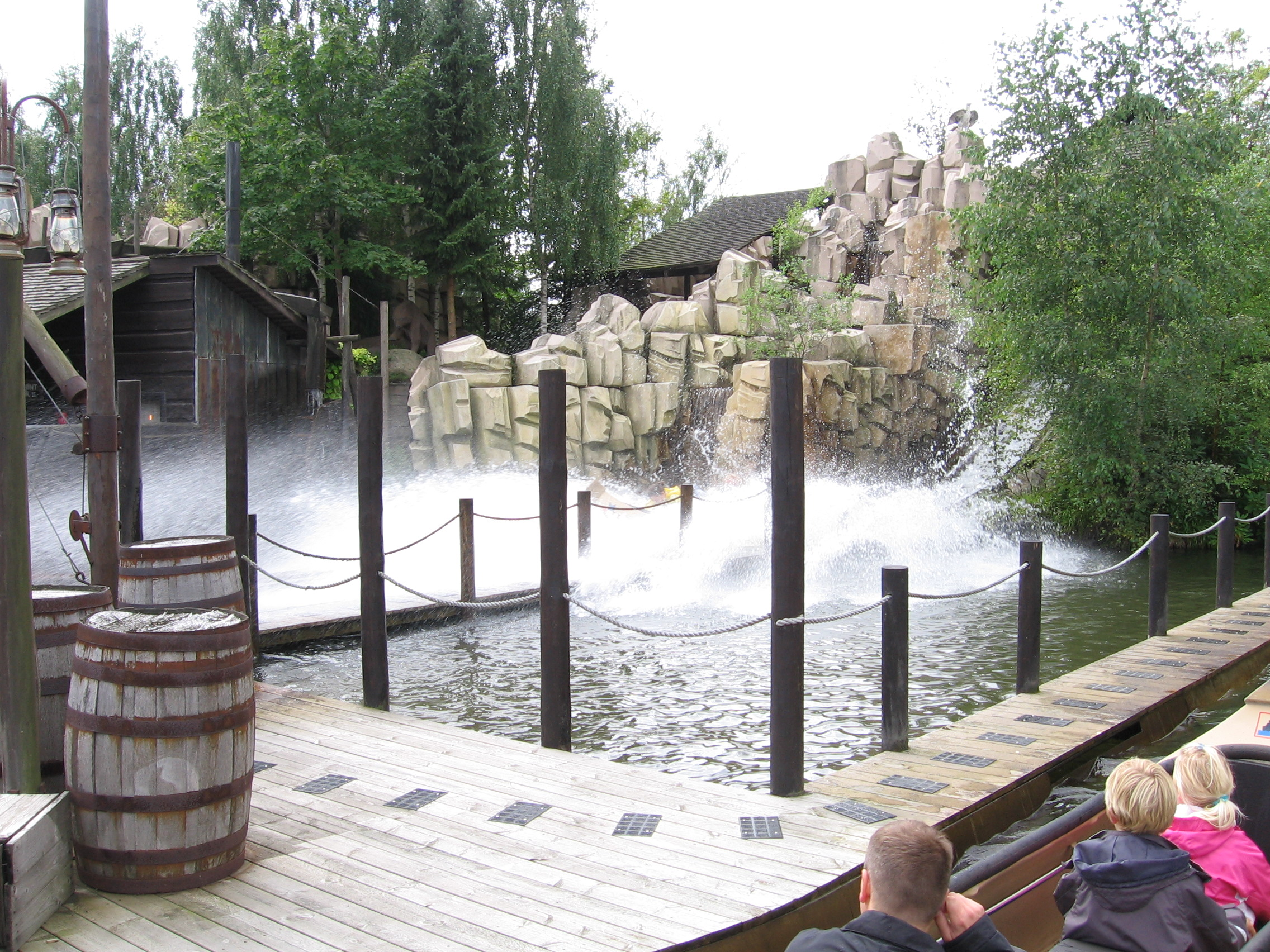
De attractie in 2006.